# کمیسیون عالی نیوزلند در لندن
کمیسیون عالی نیوزلند در لندن (انگلیسی: High Commission of New Zealand, London)، نمایندگی دیپلماتیک نیوزیلند در بریتانیا است. وظیفه اصلی آن نمایندگی از منافع نیوزلند در بریتانیا و ارتقای روابط اقتصادی، سیاسی و فرهنگی بین دو کشور است. کمیسیون عالی طیف وسیعی از خدمات را به شهروندان نیوزلندی که در بریتانیا زندگی می‌کنند یا از آن بازدید می‌کنند، ارائه می‌دهد، از جمله کمک کنسولی، درخواست گذرنامه و ویزا، و خدمات اسناد رسمی. همچنین به عنوان منبعی برای شهروندان بریتانیایی که به دنبال اطلاعات در مورد نیوزیلند و مردم آن هستند، عمل می‌کند. کمیسیون عالی توسط یک کمیسر عالی که توسط فرماندار کل نیوزیلند منصوب می‌شود و در دولت بریتانیا معتبر است، اداره می‌شود.